# Базальный передний мозг
Базальный передний мозг — структуры конечного мозга (точнее, его базальных ядер), расположенные спереди и ниже полосатого тела (стриатума). К базальному переднему мозгу относят, в частности, прилежащее ядро, базальное ядро, диагональную полосу Брока, безымянную субстанцию, а также медиальное септальное ядро. Эти структуры мозга ответственны, в частности, за продукцию ацетилхолина, который затем широко распределяется ими по своим аксональным проекциям в различные области головного мозга, в частности коры больших полушарий. Базальный передний мозг принято считать основным местом производства ацетилхолина в ЦНС.

## Физиологические функции
Ацетилхолин, вырабатываемый в структурах базального переднего мозга, важен для поддержания бодрствующего состояния, а также для работы систем концентрации внимания, памяти и когнитивных функций, и для регуляции движений. Во время сна ацетилхолин, вырабатываемый в структурах базального переднего мозга, важен для правильной архитектоники и смены фаз сна: его выделение во время сна вызывает REM-сон, в то время как угнетение его выделения аденозином вызывает сон медленных движений глаз (глубокий сон). Усиление выделения ацетилхолина в структурах базального переднего мозга утром под влиянием орексина способствует пробуждению и улучшению концентрации внимания, памяти и мыслительной деятельности. И наоборот, накопление за день аденозина и снижение под его влиянием секреции ацетилхолина в базальном переднем мозге способствует развитию ощущения усталости, сонливости, притуплению внимания и в конечном итоге засыпанию и установлению состояния сна.
Аденозин воздействует на тормозные аденозиновые A1 рецепторы холинергических нейронов базального переднего мозга. Это приводит к гиперполяризации этих нейронов, и к угнетению выделения ими ацетилхолина.
Важную роль в регуляции процессов сна и бодрствования, а также памяти и синаптической пластичности играет выработка нейронами базального переднего мозга оксида азота (II) (NO) и оксида азота (I) (закиси азота, N2O). Показано, что выработка базальным передним мозгом оксида азота (II) и необходима, и достаточна для вызывания засыпания. В то же время угнетение выработки оксида азота (II) в базальном переднем мозге способствует поддержанию бодрствующего состояния.

## Клиническое значение
Ацетилхолин не только является важным нейромедиатором сам по себе, но и влияет на передачу нервных сигналов нескольких других типов, модулирует работу нескольких других нейромедиаторных систем через пресинаптические гетерорегуляторные рецепторы. Таким образом, он оказывает влияние на способность клеток мозга к обмену информацией между собой. Кроме того, он также стимулирует нейрогенез и нейропластичность, синаптогенез и синаптическую пластичность. Не менее важна в регуляции этих процессов и роль оксида азота (II), важнейшего ретроградного нейромедиатора в ЦНС. Процессы нейрогенеза, нейропластичности, синаптогенеза и синаптической пластичности важны для нормальной работы систем обучения и памяти. Повреждение структур базального переднего мозга приводит к снижению выработки ими ацетилхолина и оксида азота (II), и к снижению содержания этих веществ в остальном мозге. Это может объяснять, почему при повреждениях структур базального переднего мозга часто обнаруживаются нарушения памяти, концентрации внимания и когнитивных функций, в частности, амнезия, конфабуляции, деменция. Одной из частых причин повреждения структур базального переднего мозга является разрыв аневризмы передней соединительной артерии с кровоизлиянием в близко расположенные структуры базального переднего мозга. Именно повреждение холинергических нейронов базального переднего мозга при таких нейродегенеративных заболеваниях, как болезнь Альцгеймера, болезнь Паркинсона, болезнь Хантингтона, лежит в основе наблюдаемых при этих заболеваниях нарушений памяти и когнитивных функций, несмотря на различие биохимических механизмов повреждения и на то, что не для всех этих заболеваний холинергические нейроны базального переднего мозга являются «самой первой мишенью поражения».